# Petko Tsankov
Petko Tsankov (tiếng Bulgaria: Петко Цанков; sinh 19 tháng 12 năm 1995) là một cầu thủ bóng đá Bulgaria thi đấu ở vị trí tiền vệ cánh cho Vitosha Bistritsa.

## Sự nghiệp
Anh ra mắt đội chính trong trận hòa không bàn thắng với Marek (Vòng Một Cúp bóng đá Bulgaria) ngày 18 tháng 9 năm 2013, vào sân từ ghế dự bị thay cho Ivan Kokonov. Vài ngày sau, anh ra mắt lần đầu tại A Group trong chiến thắng 2-1 sân nhà trước Pirin Gotse Delchev ngày 29 tháng 9, một lần nữa thay cho Kokonov.
Vào tháng 2 năm 2017, Tsankov gia nhập đội bóng Bulgarian Second League Vitosha Bistritsa.

## Thống kê sự nghiệp
Tính đến  ngày 30 tháng 9 năm 2013
| Câu lạc bộ       | Mùa giải | Giải vô địch | Giải vô địch | Cúp  | Cúp | Châu lục | Châu lục | Tổng | Tổng |
| Câu lạc bộ       | Mùa giải | Trận         | Bàn          | Trận | Bàn | Trận     | Bàn      | Trận | Bàn  |
| ---------------- | -------- | ------------ | ------------ | ---- | --- | -------- | -------- | ---- | ---- |
| Cherno More      | 2013–14  | 1            | 0            | 1    | 0   | —        | —        | 2    | 0    |
| Cherno More      | Tổng     | 1            | 0            | 1    | 0   | 0        | 0        | 2    | 0    |
| Kaliakra Kavarna | 2014–15  | 26           | 9            | —    | —   | —        | —        | 26   | 9    |
| Kaliakra Kavarna | Tổng     | 26           | 9            | 0    | 0   | 0        | 0        | 26   | 9    |